# Yves Combeau
Yves Combeau, né le 15 septembre 1971, est un prêtre dominicain, écrivain spirituel et historien français, spécialiste du scoutisme et du règne de Louis XV. Ancien aumônier national adjoint des Scouts unitaires de France, il est aussi connu sous le nom d'Yves Taillefer en tant qu'auteur de romans scouts.
Il collabore par ailleurs en tant que célébrant et conseiller éditorial au Jour du Seigneur, dont il écrit l'histoire en 2018 sous le titre de L'Évangile en direct.

## Biographie
Diplômé de l’École nationale des chartes, Yves Combeau est ordonné prêtre en 2002. Il devient aumônier auprès des jeunes et des entrepreneurs ; il est chargé de missions au sein de la société de production télévisuelle Comité français de radio-télévision (CFRT) où il travaille notamment pour Le Jour du Seigneur. Il est un spécialiste de l'histoire du scoutisme.
Il a été aumônier national adjoint des Scouts unitaires de France, chargé de la formation des chefs. 
En 2012, la publication de Louis XV, l'inconnu bien-aimé lui vaut le Prix Hugues-Capet.
Depuis janvier 2013, il est le principal animateur de la web chronique Question à un prêtre.
En novembre 2013, il est secrétaire général de la province dominicaine de France.
En janvier 2023, il célèbre la traditionnelle messe en mémoire de Louis XVI à la chapelle expiatoire, en présence du prince Louis de Bourbon.
Depuis 2007, il publie des romans scouts sous le pseudonyme d'« Yves Taillefer ».

## Publications
- Le comte d'Argenson, ministre de Louis XV, école des Chartes, 1999.
- La Porte de Nord, le Cerf, 2000.
- Un ange passe, le Cerf, 2004.
- Staff, le livre de route du chef de patrouille et du second, La Licorne, 2009.
- Heureux, les jeunes de cœur, La Licorne, 2009.
- Nouvelle histoire du scoutisme catholique en France, Monceau, 2010.
- Louis XV, l'inconnu bien-aimé, Belin, 2012.
- Transmettre la foi aux jeunes, La Licorne, 2012.
- Repères pour vivre, Le Jour du Seigneur, 2017.
- L'Évangile en direct. Le Jour du Seigneur : 70 ans d'histoire de l'émission la plus ancienne du monde, Presse de la Renaissance, 2018.
- Toujours prêts. Histoire du scoutisme catholique en France, Cerf, 2021[6],[7].

Sous le pseudonyme d'Yves Taillefer
Série « Le Royaume et la Gloire »
- I. Le Deuxième jeu, La Licorne, 2007
- II. Iaume le Preux, La Licorne, 2007
- III. Le frère du Lynx, La Licorne, 2010
- IV. Le jour des Rois, La Licorne, 2015